# Prix Valery-Larbaud
 (avril 2021).
Si vous disposez d'ouvrages ou d'articles de référence ou si vous connaissez des sites web de qualité traitant du thème abordé ici, merci de compléter l'article en donnant les références utiles à sa vérifiabilité et en les liant à la section « Notes et références ».
Le prix Valery-Larbaud est un prix littéraire créé en 1967 en hommage à Valery Larbaud. Il est décerné chaque année « à un écrivain ayant publié une œuvre qu'aurait aimée Larbaud, ou dont l'esprit, le sens et la pensée rejoignent celle de Larbaud ». Le prix est doté de 5 000[réf. nécessaire] euros.  Le même jury décerne également tous les deux ans le prix Michel-Dard, créé en 1983 sous l'égide de la Fondation de France. le Prix Michel Dard est conçu comme une aide à une seconde vocation. Il a pour but d'encourager ou de récompenser « une deuxième vie en littérature ». Il est doté de 25 000 euros.
Autrefois soutenu par la ville de Vichy, ville de naissance de Larbaud, depuis 2024, le prix Valery-Larbaud est désormais financé par Jacques Letertre, président de la Société des Hôtels littéraires.

## Jury
Les membres du jury présidé par Jean-Marie Laclavetine sont Paule Constant, Laurence Cossé, Olivier Germain-Thomas, Hédi Kaddour, Marc Kopylov, Laurence Plazenet, Maud Simonnot et Bertrand Visage.
Parmi les anciens membres, on relève les noms de Marcel Arland, Dominique Aury, Roger Caillois, Georges-Emmanuel Clancier, Bernard Delvaille, Michel Déon, Roger Grenier, Thierry Laget, Gérard Macé, Paul Morand, Roger Nimier, Dominique Rolin ou Robert Sabatier.

## Liste des lauréats
Source

### Années 1960
- 1967 : Michel Dard, Mélusine, Le Seuil
- 1968 : Robert Levesque, Les Bains d'Estramadure, Gallimard
- 1969 : Claude Roy, Le Verbe aimer et autres essais, Gallimard

### Années 1970
- 1970 : Henri Thomas, La Relique, Gallimard
- 1971 : Guy Rohou, Le Bateau des îles, Gallimard
- 1972 : J. M. G. Le Clézio et Frida Weissman, pour l’ensemble de leur œuvre
- 1973 : Georges Perros, Papiers collés I & II, Gallimard
- 1974 : Pierre Leyris, pour la traduction des œuvres de William Blake, Aubier Flammarion.
- 1975 : Muriel Cerf, Le Diable vert, Mercure de France
- 1976 : Marcel Thiry, Toi qui pâlis au nom de Vancouver, Seghers
- 1977 : Jean Blot, Les Cosmopolites, Gallimard, et Françoise Lioure, Correspondance Larbaud Ray I, II, III, Gallimard
- 1978 : Philippe Jaccottet, pour l’ensemble de son œuvre
- 1979 : Georges Piroué, Feux et Lieux, Denoël

### Années 1980
- 1980 : Paule Constant, Ouregano, Gallimard
- 1981 : Noël Devaulx, pour l’ensemble de son œuvre
- 1982 : Christian Giudicelli, Une affaire de famille, Le Seuil
- 1983 : Jacques Réda, pour l’ensemble de son œuvre poétique
- 1984 : Hubert Nyssen, pour l’ensemble de son œuvre d’auteur et d’éditeur
- 1985 : Jean Lescure et Bernard Delvaille, pour l’ensemble de leur œuvre
- 1986 : René de Ceccatty, L’Or et la Poussière, Gallimard
- 1987 : Emmanuel Carrère, Le Détroit de Behring, P.O.L
- 1988 : Jean-Marie Laclavetine, Donnafugata, Gallimard
- 1989 : Jean Rolin, La Ligne de front, Quai Voltaire

### Années 1990
- 1990 : Frédéric Jacques Temple, Anthologie personnelle, Actes Sud
- 1991 : Frédéric Vitoux, Sérénissime, Le Seuil
- 1992 : Nicolas Bréhal, Sonate au clair de lune, Mercure de France
- 1993 : Olivier Germain-Thomas, Au cœur de l’enfance, Flammarion
- 1994 : Jean-Noël Pancrazi, Le Silence des passions, Gallimard
- 1995 : Alain Blottière, L'Enchantement, Calmann-Lévy
- 1996 : François Bott, Radiguet, Flammarion
- 1997 : Jean-Paul Enthoven, Les Enfants de Saturne, Grasset
- 1998 : Gérard Macé, Colportage I et II, Le Promeneur
- 1999 : Gilles Leroy, Machines à sous, Mercure de France

### Années 2000
- 2000 : Guy Goffette, Partance, Gallimard
- 2001 : Pierre Charras, Comédien, Mercure de France
- 2002 : Jean-Claude Pirotte, Ange Vincent, La Table ronde
- 2003 : Georges-Olivier Châteaureynaud, Au fond du paradis, Grasset
- 2004 : Jean-Bertrand Pontalis, La Traversée des ombres, Gallimard
- 2005 : Christine Jordis, Une passion excentrique : Visites anglaises, Le Seuil
- 2006 : Pierre Jourde, Festins secrets, Esprit des péninsules
- 2007 : Vincent Delecroix, Ce qui est perdu, Gallimard
- 2008 : Thomas B. Reverdy, Les Derniers Feux, Le Seuil
- 2009 : Michel Lafon, Une vie de Pierre Ménard, Gallimard

### Années 2010
- 2010 : Cloé Korman, Les Hommes-couleurs, Le Seuil
- 2011 : Jérôme Ferrari, Où j'ai laissé mon âme, Actes Sud
- 2012 : Shumona Sinha, Assommons les pauvres!, L'Olivier
- 2013 : Éric Vuillard, Congo et La Bataille d'Occident, Actes Sud
- 2014 : Frédéric Verger, Arden, Gallimard
- 2015 : Luba Jurgenson, Au lieu du péril, Verdier
- 2016 : Hédi Kaddour, Les Prépondérants, Gallimard[3]
- 2017 : Jean-Baptiste Del Amo, Règne animal, Gallimard
- 2018 : Maud Simonnot, La Nuit pour adresse, Gallimard
- 2019 : Anton Beraber, La Grande Idée, Gallimard

### Années 2020
- 2020 : Jacques Drillon, Cadence, Gallimard
- 2021 : Miguel Bonnefoy[4], Héritage, Rivages
- 2022 : Pauline Mari, Membres fantômes, Editions des Cendres
- 2023 : Mattia Filice, Mécano, P.O.L.
- 2024 : Antoine Wauters, Le plus court chemin, Verdier